# اعتدال شمسي
| يوم وزمان (UT) اعتدالان وانقلابان على الأرض | يوم وزمان (UT) اعتدالان وانقلابان على الأرض | يوم وزمان (UT) اعتدالان وانقلابان على الأرض | يوم وزمان (UT) اعتدالان وانقلابان على الأرض | يوم وزمان (UT) اعتدالان وانقلابان على الأرض | يوم وزمان (UT) اعتدالان وانقلابان على الأرض | يوم وزمان (UT) اعتدالان وانقلابان على الأرض | يوم وزمان (UT) اعتدالان وانقلابان على الأرض | يوم وزمان (UT) اعتدالان وانقلابان على الأرض |
| زمان                                        | الاعتدال الربيعي                            | الاعتدال الربيعي                            | الانقلاب الصيفي                             | الانقلاب الصيفي                             | الاعتدال الخريفي                            | الاعتدال الخريفي                            | الانقلاب الشتوي                             | الانقلاب الشتوي                             |
| شهر                                         | مارس                                        | مارس                                        | يونيو                                       | يونيو                                       | سبتمبر                                      | سبتمبر                                      | ديسمبر                                      | ديسمبر                                      |
| سنة                                         |                                             |                                             |                                             |                                             |                                             |                                             |                                             |                                             |
| سنة                                         | يوم                                         | ساعة                                        | يوم                                         | ساعة                                        | يوم                                         | ساعة                                        | يوم                                         | ساعة                                        |
| ------------------------------------------- | ------------------------------------------- | ------------------------------------------- | ------------------------------------------- | ------------------------------------------- | ------------------------------------------- | ------------------------------------------- | ------------------------------------------- | ------------------------------------------- |
| 2017                                        | 20                                          | 10:28:38                                    | 21                                          | 04:24:09                                    | 22                                          | 20:02:48                                    | 21                                          | 16:28:57                                    |
| 2018                                        | 20                                          | 16:15:27                                    | 21                                          | 10:07:18                                    | 23                                          | 01:54:05                                    | 21                                          | 22:23:44                                    |
| 2019                                        | 20                                          | 21:58:25                                    | 21                                          | 15:54:14                                    | 23                                          | 07:50:10                                    | 22                                          | 04:19:25                                    |
| 2020                                        | 20                                          | 03:50:36                                    | 20                                          | 21:44:40                                    | 22                                          | 13:31:38                                    | 21                                          | 10:02:19                                    |
| 2021                                        | 20                                          | 09:37:27                                    | 21                                          | 03:32:08                                    | 22                                          | 19:21:03                                    | 21                                          | 15:59:16                                    |
| 2022                                        | 20                                          | 15:33:23                                    | 21                                          | 09:13:49                                    | 23                                          | 01:03:40                                    | 21                                          | 21:48:10                                    |
| 2023                                        | 20                                          | 21:24:24                                    | 21                                          | 14:57:47                                    | 23                                          | 06:49:56                                    | 22                                          | 03:27:19                                    |
| 2024                                        | 20                                          | 03:06:21                                    | 20                                          | 20:50:56                                    | 22                                          | 12:43:36                                    | 21                                          | 09:20:30                                    |
| 2025                                        | 20                                          | 09:01:25                                    | 21                                          | 02:42:11                                    | 22                                          | 18:19:16                                    | 21                                          | 15:03:01                                    |
| 2026                                        | 20                                          | 14:45:53                                    | 21                                          | 08:24:26                                    | 23                                          | 00:05:08                                    | 21                                          | 20:50:09                                    |
| 2027                                        | 20                                          | 20:24:36                                    | 21                                          | 14:10:45                                    | 23                                          | 06:01:38                                    | 22                                          | 02:42:04                                    |
|                                             | مارس                                        | مارس                                        | يونيو                                       | يونيو                                       | سبتمبر                                      | سبتمبر                                      | ديسمبر                                      | ديسمبر                                      |

الاعتدال كما هو شائع هو الوقت من السنة حيث يمر خط الاستواء السماوي (الذي يمتد بدون حد في كل الاتجاهات) لخط استواء الأرض عبر منتصف قرص الشمس، وتحدث هذه الظاهرة مرتين سنويا: في 20 مارس وحوالي 22 - 23 سبتمبر. بمعنى آخر، هو الوقت حيث يتعامد فيه مركز قرص الشمس المرئي مع خط الاستواء الأرضي.
ولأن القمر (وبتأثير أقل الأجرام السماوية الأخرى) يغير مدار الارض الحقيقي عن الشكل الإهليلجي الكامل، فإنه يتم تعريف خط الاستواء بكونه خط طول الشمس السماوي أكثر منه عن خط العرض. حاليا تعرف لحظات الاعتدال بمقابلة الأرض لخطي الطول °0 و°180 على الشمس. هنالك اختلاف بسيط في خطوط عرض الشمس (تصل إلى 1.25 ثانية قوسية)، ما يعني أنه نادرا ما ينطبق مركز الشمس على خط الاستواء حسب التعريف الرسمي. وقد يصل فرق حدوث الظاهرة حسب المفهومين إلى 69 ثانية. وتكون مدتي النهار والليل متساوية تقريبا على جميع أرجاء الكوكب، لكنها ليست متساوية تماما بسبب عوامل أهمها القطر زاوي للشمس والانكسار في الغلاف الجوي.

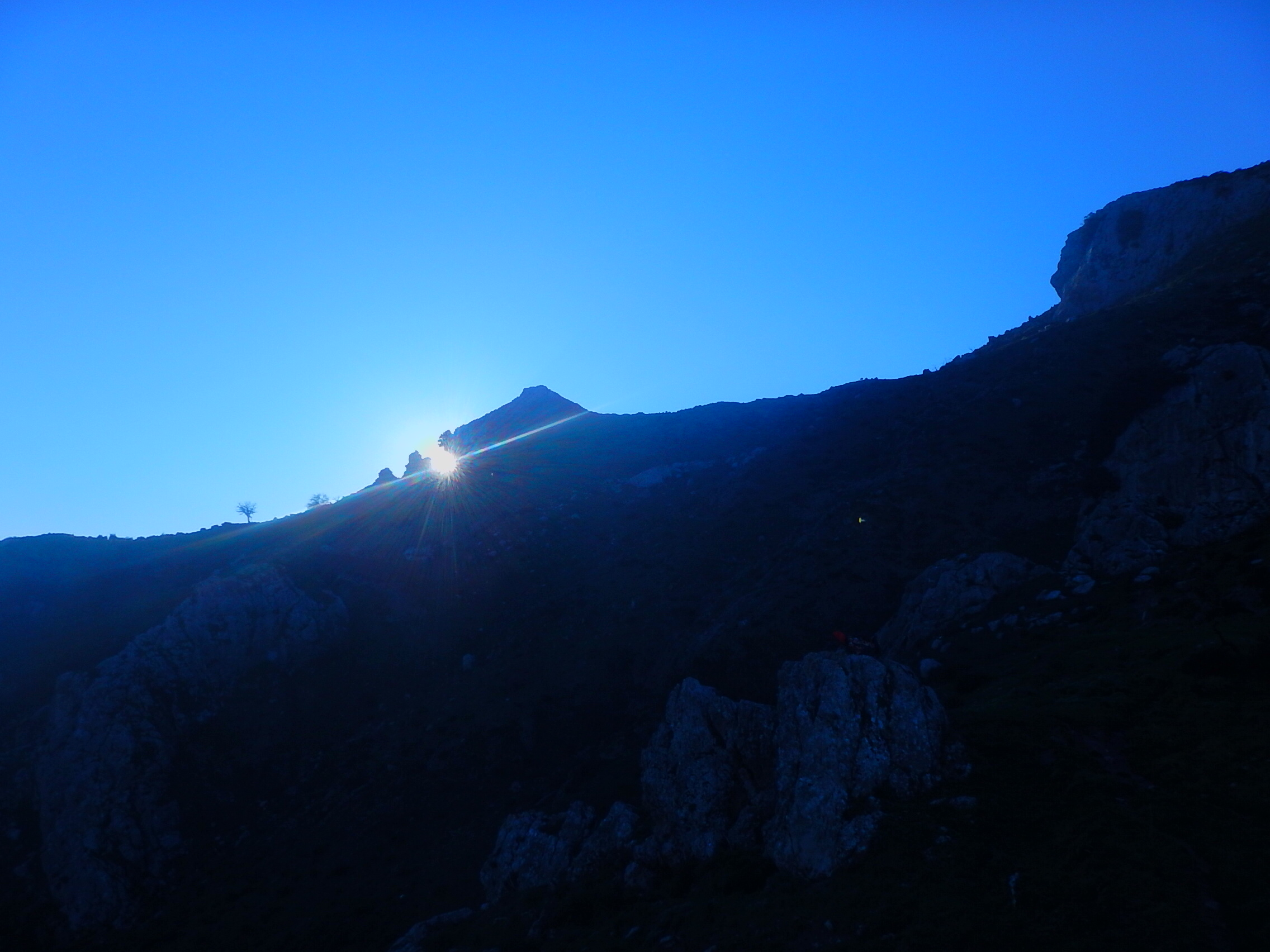
الشمس في الاعتدال كما ترى من موقع بيزو فينتو، فونداكيلي فانتينا بصقلية.

## الاعتدال الشمسي على الأرض

### تعريف
يعتبر الاعتدالان الفترتان الوحيدتان في السنة حيث يكون خط الغلس (الخط الفاصل بين الليل والنهار) متعامدا مع خط الاستواء. وكنتيجة لذلك يضاء النصف الشمالي والنصف الجنوبي بشكل متكافئ، حيث تعني كلمة الاعتدال في اللغة العربية التكافؤ والتساوي والتوسط.
وبمعنى آخر ففي يومي الاعتدالين فقط تكون نقطة الشمس متعامدة على الاستواء، أي أن الشمس تقع عمودية مباشرة على نقطة من خط الاستواء. تعبر نقط الشمس المتعامدة فوق خط الاستواء متجهة نحو الشمال في اعتدال مارس، أو نحو الجنوب في اعتدال سبتمبر. ويرتبط الاعتدالان إلى جانب الانقلابيين بفصول السنة، ففي النصف الشمالي يحدد الاعتدال الربيعي في مارس بداية فصل الربيع في معظم الثقافات، وبداية السنة الجديدة في التقويم الهندي والتقويم الفارسي باعتبار عيد النوروز (نوروز تعني يوم جديد)، في حين يعلن الاعتدال الخريفي بداية فصل الخريف.

إضاءة للأرض من طرف الشمس في اعتدال مارس.
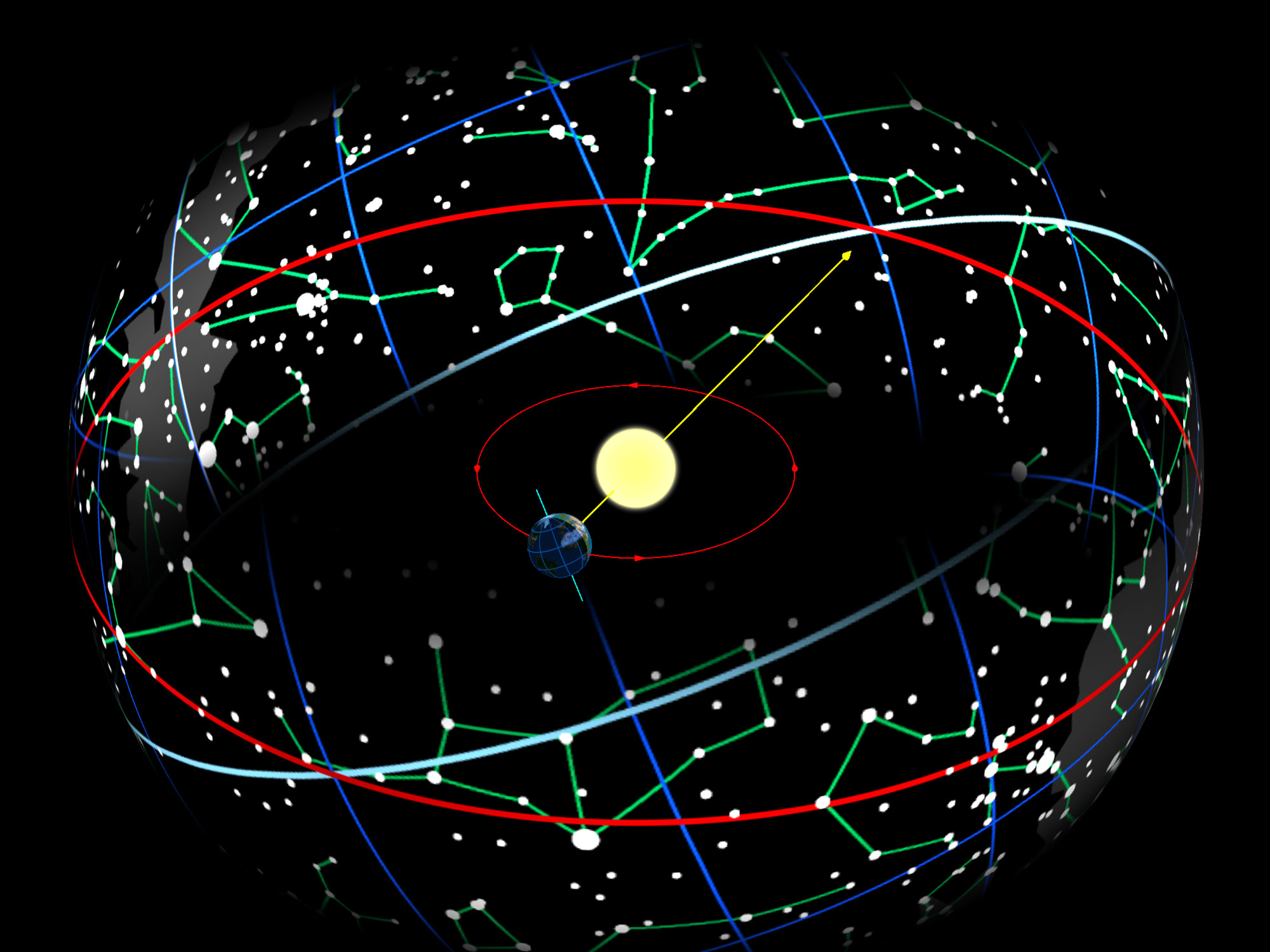
الأرض في مدارها حول الشمس تسبب ظهور الشمس على الكرة السماوية وهي تتحرك فوق مسارها (الخط الأحمر) المنحرف على خط الاستواء (الخط الأبيض).
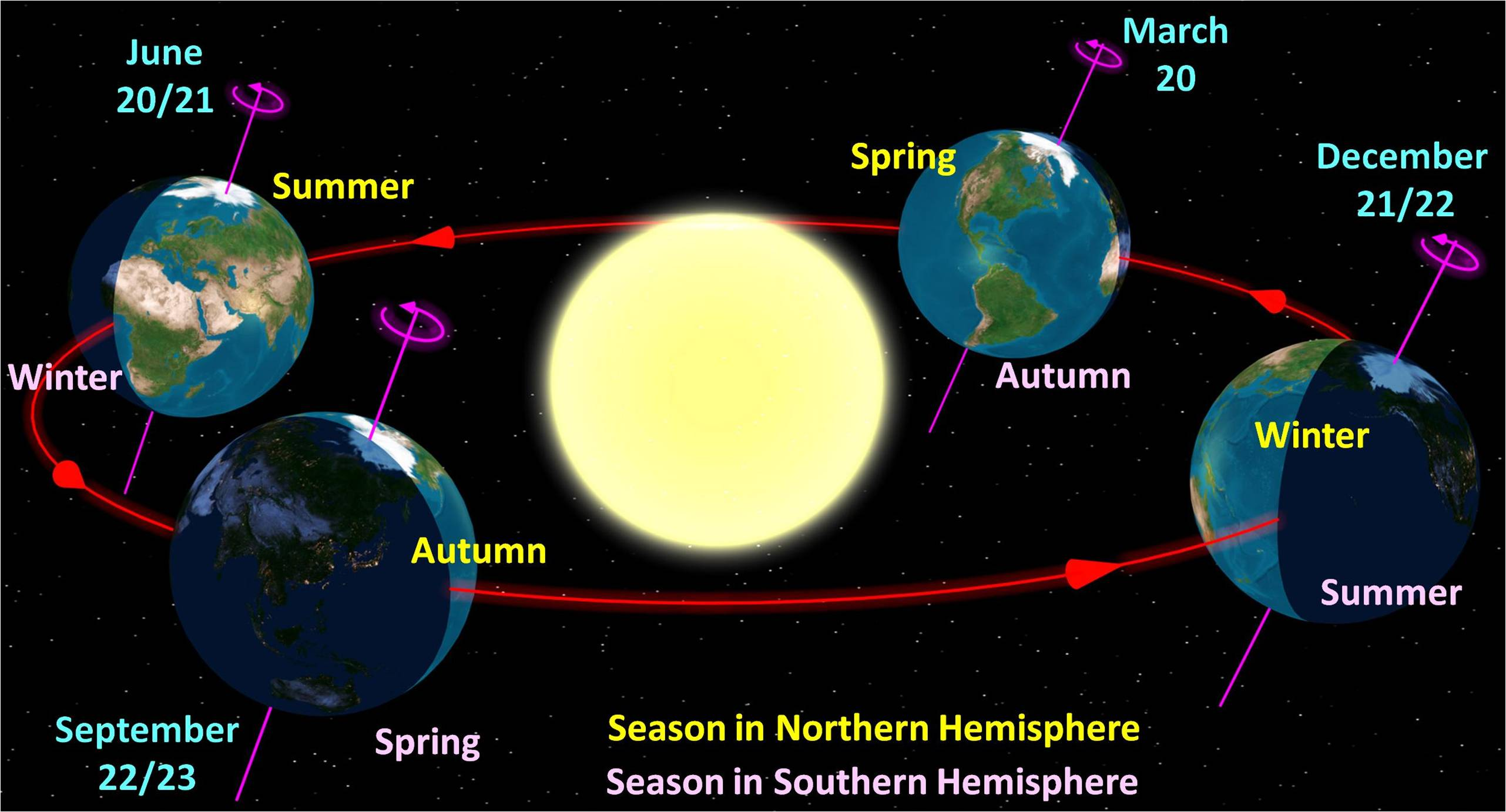
رسم لفصول الأرض كما ترى من الشمال. اليمين البعيد: انقلاب ديسمبر
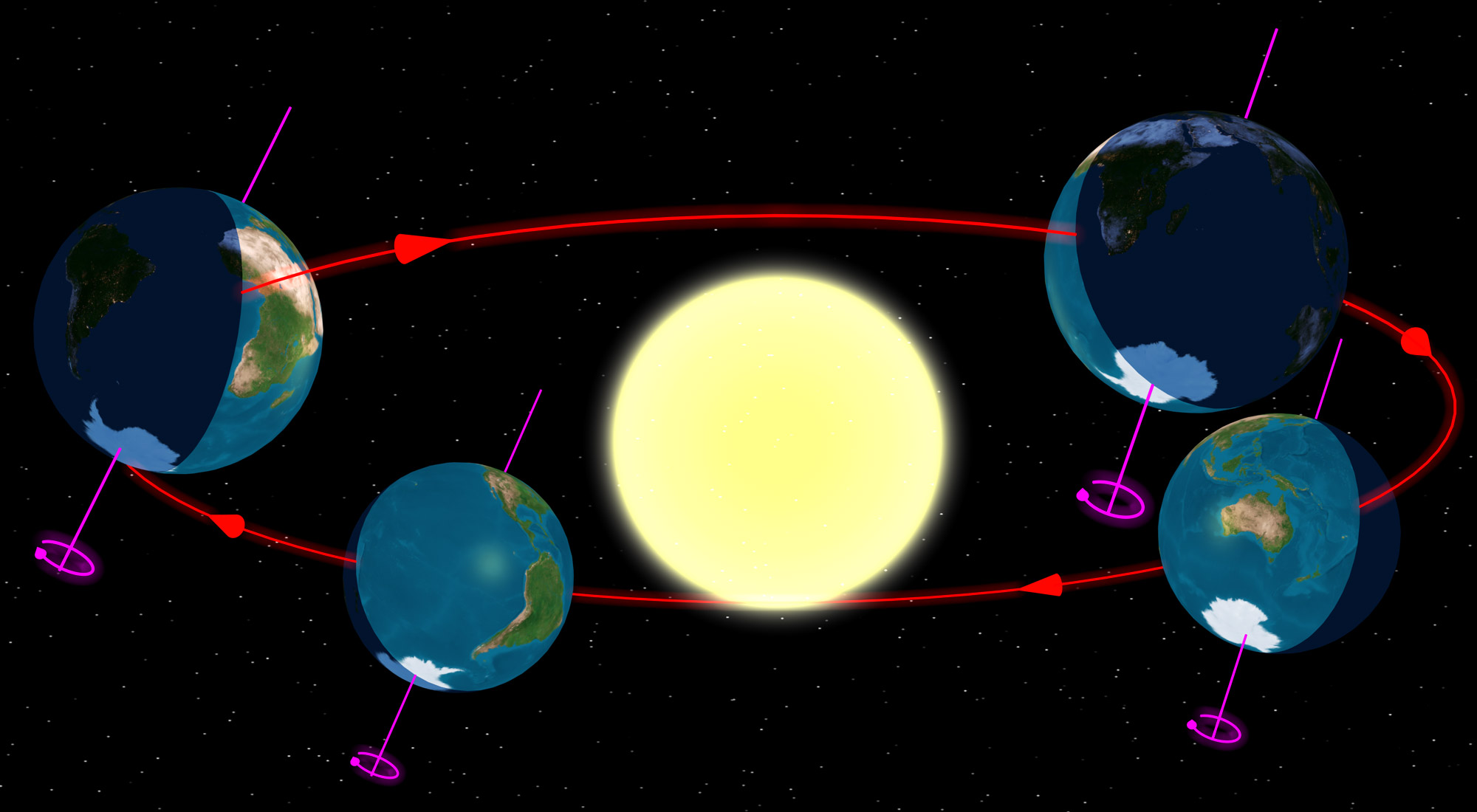
رسم لفصول الأرض كما ترى من الجنوب. اليسار البعيد: انقلاب يونيو

### تواريخ
عندما اعتمد يوليوس قيصر سنة 45 ق.م التقويم اليولياني، قرر جعل 25 مارس يوما للاعتدال الربيعي حيث كان سابقا يوم انطلاق هذا الفصل في التقويمين الفارسي والهندي. ولأن السنة اليوليانية أطول من السنة المدارية بحوالي 11.3 دقيقة كمعدل (يوم واحد لكل 128 سنة)، انحرف التقويم ومعه مواعيد الاعتدالين، حيث أنه في سنة 300 للميلاد وقع الاعتدال الربيعي يوم 21 مارس، وفي سنة 1500 تراجع موعد الاعتدال إلى 11 مارس.
اضطر البابا غريغوريوس الثالث عشر لإعداد التقويم الجريجوري الحديث. أراد البابا إكمال التوافق مع ما ينصه مجمع نيقية الأول لسنة 325 لما يتعلق بتاريخ عيد القيامة، ما يعني أنه أراد نقل الاعتدال الربيعي إلى التاريخ الذي كان يوافق هذا العيد (21 مارس)، لكن هذا سبب انحرافا لموعد الاعتدال بفارق 53 ساعة عن موعده الأصلي، وهذا ما أحدث امكانية وقوع الاعتدال في 22 مارس، أي بداية عيد القيامة قبل الاعتدال. اختار علماء الفلك الأيام الممكنة التي يقع فيها الاعتدال الربيعي حيث تتراوح بين 19 و21 مارس، لكن لا يمكن أبدا أن يقع في 22 مارس (يمكن أحيانا أن يقع في وقت مبكر من 22 مارس في أقصى الشرق).

### أسماء
- الاعتدال الربيعي والاعتدال الخريفي: هذين الاسمين الكلاسيكيين يستمدان أصلهما من أسماء الفصول التي تصاحبهما (الربيع والخريف). هذان هما الاسمان الأكثر استعمالا عالميا ولا يزالان المصطلح الأوسع انتشارا للاعتدالين، لكنهما يسببا الخلط لأنه في النصف الجنوبي لا يقع الاعتدال الربيعي في الربيع ولا يقع الاعتدال الخريفي في الخريف لكن العكس هو الصحيح. الإسمين المكافئين بالإنجليزية spring equinox وautumn equinox «اعتدال الربيع واعتدال الخريف» هما أكثر تضليلا.[6][7][8] لقد أصبح شائعا عند قسم كبير من الناس أن يطلقوا بشكل خاطئ على اعتدال سبتمبر الذي يحدث في النصف الجنوبي اسم الاعتدال الربيعي.[9][10]
- اعتدال مارس واعتدال سبتمبر: أسماء تحدد الشهور حيث تحدث الاعتدالات، من دون شك يستوجب أي نصف من كوكب الأرض هو المذكور في السياق. وهذان المصطلحان ليسا شموليين، حيث أنه ليست كل الثقافات تستعمل تقويما شمسيا حيث تقع الاعتدالات سنويا في نفس الشهر (كما لا تفعل على سبيل المثال في التقويم الإسلامي والتقويم العبري).[11] وأصبح هذين المصطلحين واسعي الانتشار في القرن الحادي والعشرين، لكن كانا يستعملان أحيانا وذلك منذ أواسط القرن العشرين.[12]
- الاعتدال الشمالي والاعتدال الجنوبي: أسماء تؤشر للاتجاه الظاهري لحركة الشمس. الاعتدال الشمالي يقع في مارس حين تعبر الشمس ظاهريا خط الاستواء قادمة من الجنوب ومتجهة نحو الشمال، والاعتدال الجنوبي يحدث في سبتمبر حيث تعبر الشمس ظاهريا خط الاستواء قادمة من الشمال ومتجهة نحو الجنوب. قد يستعمل هذين المصطلحين من غير خلط للكواكب الأخرى، ولم يقترحا للاستعمال لأول مرة إلا منذ 100 سنة ماضية، وهي مصطلحات نادرة الاستعمال.[13]
- النقطة الأولى للجدي والنقطة الأولى للميزان: مصطلحان يعبران عن البرج الفلكي الذي تدخله الشمس. وبسبب المبادرة المحورية، فالبرجين حيث يقع موعد الاعتدالين حاليا هما الحوت والعذراء.[14]

### طول الليل والنهار

مبيان يوضح مدة النهار بدلالة خط العرض واليوم من السنة، ويبين تقريبيا 12 ساعة من النهار على كل خطوط العرض خلال الاعتدالين

يعرف النهار عادة بأنه الفترة حيث تصل أشعة الشمس إلى السطح في غياب للعوائق المحلية. تقضي الشمس يوم الاعتدال زمنا متكافئا تقريبا فوق وتحت الأفق في كل مكان على الأرض، لذا فمدة الليل والنهار لها نفس الطول. توجد عدة تعريفات للشروق والغروب، لكن أكثرها انتشارا هي التي تؤكد على أن الجزء الأعلى من الشمس في نفس المستوى مع الأفق. وبهذا التعريف يكون النهار أطول من الليل:
1. من الأرض، تظهر الشمس قرصا، وليس نقطة من الضوء، لذا حينما يكون مركز الشمس تحت الأفق، فإن حافتها العليا مرئية. يحدث الشروق، الذي منه يبدأ النهار، عندما يطل أعلى قرص الشمس فوق الأفق الشرقي. في تلك اللحظة يكون مركز القرص لا يزال تحت الأفق.
2. ينكسر ضوء الشمس بفعل الغلاف الجوي للأرض. وكنتيجة، يرى المشاهد ضوء النهار قبل أن يكون الجزء العلوي من الشمس فوق الأفق.

في جداول الشروق والغروب، يفترض في الحساب أن يكون نصف قطر الشمس (الشعاع الظاهري) هو 16 دقيقة قوسية والانكسار في الغلاف الجوي 34 دقيقة قوسية. جمعهما يعني أنه عندما يكون الجزء العلوي من الشمس ظاهرا، يكون مركزها 50 دقيقة قوسية تحت الأفق الجيومتري، الذي هو التقاطع مع الكرة السماوية لمستوى أفقي عبر عين المشاهد.
هذه التأثيرات تجعل اليوم أطول من الليل ب14 دقيقة في خط الاستواء، وتكون المدة أكبر عند الاتجاه نحو القطبين. يحدث التساوي الحقيقي لليل والنهار فقط عند الأماكن البعيدة كفاية من خط الاستواء ليكون لها اختلاف موسمي في طول النهار لا يقل عن 7 دقائق، ويحصل في الواقع أياما قليلة عند الجانب الشتوي لكل اعتدال. وتختلف أوقات الشروق والغروب حسب موقع المشاهد (خط الطول وخط العرض)، إذن فتواريخ تساوي الليل والنهار تختلف أيضا حسب موقع المشاهد.
تصحيح ثالث للمشاهدة البصرية للشروق (أو الغروب) هو الزاوية بين الأفق الظاهري المشاهد والأفق الجيومتري (أو المحسوس). وهذا يعرف باختلاف الأفق ويتراوح بين 3 دقائق قوسية لملاحظ على الشاطئ ليصل إلى 160 دقيقة قوسية لمتسلق جبال في الإفرست. يعود تأثير الاختلاف الأكبر على الأجسام الأطول (يصل إلى أكثر من °2.5 من القوس على الافرست) إلى ظاهرة تلون الثلوج على القمم الجبلية باللون الذهبي بفضل أشعة الشمس وقتا طويلا قبل أن تصبح المنحدرات مظلمة. في الاعتدالين، يعد معدل تغير طول الليل والنهار هو الأعلى. في القطبين يسجل الاعتدال الانتقال من 24 ساعة ظلام إلى 24 ساعة إنارة. تستعمل لفظة «تساوي الإنارة» أحيانا للإشارة إلى اليوم الذي تتساوى فيه طول مدة الإنارة والإظلام.

### رؤية مركزية أرضية للفصول الفلكية
في نصف السنة في انقلاب يونيو، تطلع الشمس في الشمال الشرقي وتغرب في الجنوب الغربي، ما يعني أياما أطول وليالي أقصر للنصف الشمالي، وأياما أقصر وليالي أطول بالنصف الجنوبي للأرض، وفي نصف السنة في انقلاب ديسمبر، تشرق الشمس في الجنوب الشرقي وتغرب في الجنوب الغربي، فتنعكس المدد التي تم ذكرها سابقا.
أيضا في يوم الانقلاب، تشرق الشمس في كل مكان على الأرض (ما عدا القطبين) حوالي 06:00 وتغرب حوالي 18:00 (حسب التوقيت المحلي الشمسي). وهذه المواقيت ليست مضبوطة لدواعي عدة.

## أيام الاعتدال
أيام الاعتدال الكونية أو الفلكية هما اثنان:
- يوم الاعتدال الخريفي 20 - 23 سبتمبر / أيلول.
- يوم الاعتدال الربيعي 20 - 21 مارس / آذار.

## مهرجانات ترتبط بتاريخ الاعتدالين
- نوروز، في الاعتدال الربيعي
- شم النسيم كان يحتفل به في يوم الاعتدال الربيعي، ولكن يتم الاحتفال به بحسب التقويم القبطي (في بداية شهر برمودة).
- عيد الفصح اليهودي، في الاعتدال الربيعي
- عيد القيامة، أول يوم أحد بعد القمر الكامل الربيعي
- عيد الأم، يوم 21 مارس في معظم البلدان العربية
- مهرجان منتصف الخريف، في الاعتدال الخريفي